# Franck Varenne
Vous êtes invité à donner votre avis sur cette page de discussion, de manière argumentée en vous aidant notamment des critères d’admissibilité ou en présentant des sources extérieures et sérieuses.  
Après avoir apposé le modèle {{Admissibilité}} sur une page, suivez les étapes expliquées sur Wikipédia:Débat d'admissibilité/Aide :
| 1. | Créez la page de débat d'admissibilité.                                                                      | Sauvegardez d’abord la page pour l’initialiser puis indiquez votre motivation.        |
| 2. | Important : ajoutez une entrée dans la section Débat d'admissibilité du jour.                                | Utilisez ce texte : *{{L\|Franck Varenne}}                                            |
| 3. | Pensez à informer les contributeurs principaux de la page et les projets associés lorsque cela est possible. | Utilisez ce texte : {{subst:Avertissement débat d'admissibilité\|Franck Varenne}}~~~~ |

Franck Varenne, né en 1970, est un universitaire français. Ses recherches portent sur l'épistémologie et la pratique des modèles mathématiques et de la simulation informatique dans les sciences.

## Biographie

### Formation
Diplômé de Supélec (promotion 1993), Franck Varenne a soutenu une thèse de doctorat en histoire et philosophie des sciences en 2004, et une habilitation à diriger des recherches (HDR) en philosophie en 2016.

### Parcours universitaire
Il est actuellement professeur de philosophie des sciences et d'épistémologie à l'université de Rouen,.
Ses recherches portent notamment sur les principes qui fondent les modèles. En effet, ceux-ci sont suspectés d’être trompeurs surtout quand ils doivent prédire des systèmes ouverts et évolutifs. Pour lui, « les modèles doivent être faisables, critiquables mais néanmoins acceptables. Les modèles sont omniprésents tant pour informer nos représentations que pour guider nos actions. » Il travaille également sur les rapports entre intelligence artificielle et philosophie, travaux qui font l'objet de publications ou de conférences.

### Édition
Il est membre du conseil d'administration des Éditions Matériologiques.

## Publications
- From Models to Simulations, New York & London, Routledge, 2018
- Théories et modèles en sciences humaines : le cas de la géographie, préface de Denise Pumain, Paris, éditions Matériologiques, 2017
- Théorie Réalité Modèle, Paris, éditions Matériologiques, 2012
- Modéliser le social - Méthodes fondatrices et évolutions récentes, Paris, Dunod, 2011
- Formaliser le vivant : lois, théories, modèles ?, Paris, Hermann, 2010
- Qu'est-ce que l'informatique ?, Paris, Vrin, 2009
- Du modèle à la simulation informatique, Paris, Vrin, 2007 ; trad. en anglais, From models to simulations, Abingdon/New York, Routledge, 2019
- Les Notions de métaphore et d'analogie dans les épistémologies des modèles et des simulations, Paris, Pétra, 2006

### Direction d'ouvrage
- Avec Martin Buthaud, Mondes virtuels et jeux vidéo, Paris, éditions Matériologiques, 2024  (ISBN 978-2-37361-443-5)
- Avec Marc Silberstein, Sébastien Dutreuil & Philippe Huneman, Modéliser & simuler, tome 2, Paris,  éditions Matériologiques, 2014
- Avec Marc Silberstein, Modéliser & simuler, tome 1, Paris, éditions Matériologiques, 2013

### Traduction
- Mario Bunge et Martin Mahner, De la nature des choses : introduction au matérialisme émergentiste (Über die Natur der Dinge : Materialismus und Wissenschaft), traduction de l'allemand par Doris Bretz et Franck Varenne, Paris, éditions Matériologiques, coll. « Sciences & philosophie », 2023  (ISBN 978-2-37361-404-6)

### Préface, postface
- Juliette Rouchier et Victorien Barbet, La Diffusion de la Covid-19 : que peuvent les modèles ? (préface), Paris, éditions Matériologiques, 2020  (ISBN 978-2-37361-256-1)
- Anne-Françoise Schmid, L'Âge de l'épistémologie : science, ingénierie, éthique (postface), Paris, éditions Kimé, 2019  (ISBN 978-2-84174-916-4)

### Radio
- « Ressemblances et faux-semblants (1/4) : Du modèle à la simulation », France Culture, Les Chemins de la philosophie d'Adèle Van Reeth, le 11 novembre 2013.
- « La modélisation informatique », France Culture, La Fabrique de l'humain, avec Philippe de Reffye, Franck Varenne, et Giuseppe Longo, le 13 septembre 2007.

### Vidéo
- « Devant l’urgence, comprendre et faire comprendre les modèles », conférence sur le groupe X-Sciences de l'Homme et de la Société, le 8 juin 2023
- « Matérialisme spéculatif, matérialisme naturaliste et finitude », conférence lors des Mastériales de philosophie, le 9 avril 2021